# Lagrangiana
In meccanica razionale, in particolare nella meccanica lagrangiana, la lagrangiana di un sistema fisico è una funzione che ne caratterizza la dinamica, essendo per i sistemi meccanici la differenza tra l'energia cinetica e l'energia potenziale. In accordo con il principio di minima azione, un sistema fisico in moto tra due punti segue un cammino che, tra tutti i percorsi possibili, è quello che minimizza l'azione, ovvero l'integrale della lagrangiana rispetto al tempo. A partire da ciò vengono scritte le equazioni del moto di Eulero-Lagrange.
Nel descrivere sistemi fisici, l'invarianza della lagrangiana rispetto a trasformazioni continue delle coordinate determina la presenza di quantità conservate durante il moto, ovvero di costanti del moto, in accordo con il teorema di Noether.

## Definizione
Una lagrangiana {\displaystyle L({\dot {\mathbf {q} }},\mathbf {q} ,t)} di un sistema fisico con {\displaystyle n} gradi di libertà è definita come una generica funzione scalare {\displaystyle L:\mathbb {R} ^{2n+1}\longrightarrow \mathbb {R} } delle coordinate generalizzate {\displaystyle {\textbf {q}}}, delle velocità {\displaystyle {\dot {\textbf {q}}}} e del tempo tale che una funzione del tempo {\displaystyle {\textbf {q}}:\mathbb {R} \rightarrow \mathbb {R} ^{n}} è una traiettoria per il sistema se e solo se
{\displaystyle \displaystyle {\frac {\partial L}{\partial q_{j}}}({\textbf {q}}(t),{\dot {\textbf {q}}}(t),t)-{\frac {d}{dt}}{\frac {\partial L}{\partial {\dot {q_{j}}}}}{({\textbf {q}}(t),{\dot {\textbf {q}}}(t),t)}=0\,\,\,\,\,\,\,\,\,\,\forall j\in \{1,\cdots ,n\}}
Tali equazioni sono dette equazioni di Eulero-Lagrange, che forniscono le equazioni del moto di un sistema.

### Lagrangiana come T - U
Poiché questa definizione di lagrangiana è poco maneggevole, in quanto l'interesse fisico è quello di scrivere le equazioni del moto, viene in aiuto il seguente risultato: in un sistema fisico composto da {\displaystyle n} particelle sottoposte a un potenziale {\displaystyle {\textbf {U}}(t,{\textbf {q}})}, detta {\displaystyle T(\mathbf {q} ,{\dot {\mathbf {q} }})} l'energia cinetica totale del sistema, una lagrangiana per il sistema è fornita da
{\displaystyle L(t,\mathbf {q} ,{\dot {\mathbf {q} }})=T({\dot {\mathbf {q} }},\mathbf {q} )-U(\mathbf {q} ,t)}
dove {\displaystyle \mathbf {q} \in \mathbb {R} ^{n}} denota le coordinate generalizzate, {\displaystyle {\dot {\mathbf {q} }}} le rispettive velocità e {\displaystyle t\in \mathbb {R} } è il tempo. 
Nei sistemi conservativi, dove cioè l'energia potenziale {\displaystyle U} non dipende dal tempo e l'energia si conserva, la lagrangiana risulta a sua volta indipendente dalla variabile temporale. Infatti, considerando un punto materiale di massa {\displaystyle m}, ha l'espressione:
{\displaystyle L({\dot {\mathbf {q} }},\mathbf {q} )=T({\dot {\mathbf {q} }})-U(\mathbf {q} )={\frac {1}{2}}m({\dot {\mathbf {q} }}\cdot {\dot {\mathbf {q} }})-U(\mathbf {q} )}
La lagrangiana di un sistema può non essere unica. Infatti, due lagrangiane che descrivono lo stesso sistema possono differire per la derivata totale rispetto al tempo di una qualche funzione {\displaystyle f(\mathbf {q} ,t)}, tuttavia la corrispondente equazione del moto sarà la stessa.
Talvolta, la lagrangiana viene espressa come dipendente anche dalle derivate delle coordinate successive alla prima. In generale è definita come una funzione {\displaystyle {\mathcal {L}}:TM\times \mathbb {R} \to \mathbb {R} } sul fibrato tangente {\displaystyle TM} di una varietà differenziabile, chiamata la varietà delle configurazioni, in un suo punto.

### Lagrangiana ed equazioni di Eulero-Lagrange
Per il principio di minima azione, le soluzioni delle equazioni di Eulero-Lagrange, ovvero le traiettorie geodetiche del sistema, sono tali da rendere stazionario (a variazione nulla) l'integrale d'azione calcolato rispetto alle possibili traiettorie tra due punti fissati.
Per il teorema di Noether, inoltre, se una certa quantità è invariante rispetto alla trasformazione di un campo, allora la corrispondente lagrangiana è simmetrica sotto tale trasformazione. Ad esempio, se la lagrangiana non dipende esplicitamente da una certa coordinata {\displaystyle q_{i}}, detta in tal caso coordinata ciclica, attraverso le equazioni di Eulero-Lagrange si ha:
{\displaystyle {\frac {\mathrm {d} }{\mathrm {d} t}}\left({\frac {\partial L}{\partial {\dot {q}}_{i}}}\right)=0}
Quindi
{\displaystyle p_{i}={\frac {\partial L}{\partial {\dot {q}}_{i}}}}
non varia nel tempo. Così il momento coniugato è una costante del moto o quantità conservata.
In particolare, se la lagrangiana non dipende esplicitamente dal tempo l'Hamiltoniana {\displaystyle {\mathcal {H}}} è una costante del moto. Nello specifico tale quantità conservata ha la forma:
{\displaystyle H=\sum _{i}{{\dot {q}}_{i}}{\frac {\partial L}{\partial {{\dot {q}}_{i}}}}-L=\sum _{i}{{\dot {q}}_{i}}p_{i}-L}
ovvero l'Hamiltoniana è la trasformata di Legendre della lagrangiana. Se la lagrangiana è data dalla differenza di energia cinetica e potenziale, {\displaystyle H} risulta pari alla loro somma, ovvero all'energia totale del sistema. Se inoltre la relazione {\displaystyle p_{i}=\partial L/\partial {\dot {q}}_{i}} è invertibile, le equazioni di Eulero-Lagrange sono equivalenti alle equazioni di Hamilton del sistema.

### Densità lagrangiana
In diversi ambiti della fisica, tra i quali l'elettrodinamica e la teoria quantistica dei campi, si definisce la densità lagrangiana {\displaystyle {\mathcal {L}}} in modo tale che:
{\displaystyle L=\int _{\mathbf {x} \in D}{\mathcal {L}}(\mathbf {q} ,{\dot {\mathbf {q} }},\mathbf {q} ',t,\mathbf {x} )\,\mathrm {d} \mathbf {x} }
dove {\displaystyle \mathbf {q} '=(\partial q_{i}/\partial x_{j})}, {\displaystyle \mathbf {\dot {q}} =(\partial q_{1}/\partial t,\dots ,\partial q_{n}/\partial t)} e {\displaystyle D\subset \mathbb {R} ^{k}}.
Ad esempio, in relatività speciale la densità lagrangiana è utilizzata per il fatto di essere uno scalare di Lorentz locale, e l'azione viene definita attraverso l'integrale:
{\displaystyle {\mathcal {S}}=\int _{t_{1}}^{t_{2}}L\ \mathrm {d} t=\int _{t_{1}}^{t_{2}}\int _{\mathbf {x} \in D}{\mathcal {L}}\,\mathrm {d} \mathbf {x} \,\mathrm {d} t=\int {\mathcal {L}}\,\mathrm {d} ^{4}x}
L'utilizzo della densità lagrangiana permette di scrivere le equazioni del moto in modo manifestamente covariante.

## Esempio
Si supponga di avere in uno spazio tridimensionale la lagrangiana:
{\displaystyle L={\frac {1}{2}}m{\dot {\mathbf {x} }}^{2}-U(\mathbf {x} )}
dove la derivata rispetto al tempo è scritta convenzionalmente come un punto sopra la funzione che viene derivata. Si può mostrare facilmente che l'approccio di Lagrange è equivalente a quello newtoniano. Scrivendo la forza conservativa in termini di energia potenziale:
{\displaystyle \mathbf {F} =-\nabla U}
l'equazione risultante è infatti:
{\displaystyle \mathbf {F} =m{\ddot {\mathbf {x} }}}
Supponendo quindi di voler rappresentare il moto di un punto materiale nello spazio tridimensionale usando coordinate sferiche {\displaystyle (r,\theta ,\phi )}, la forma della lagrangiana è:
{\displaystyle L={\frac {m}{2}}\left({\dot {r}}^{2}+r^{2}{\dot {\theta }}^{2}+r^{2}\sin ^{2}(\theta ){\dot {\phi }}^{2}\right)-U(r,\theta ,\phi )}
Il vantaggio più immediato della formulazione lagrangiana rispetto a quella newtoniana consiste nel fatto che nel caso di sistemi vincolati è possibile ottenere le equazioni del moto senza dover tener conto delle reazioni vincolari, che sono per lo più indeterminate. A questo fine è sufficiente sostituire nella lagrangiana per il sistema non vincolato una opportuna parametrizzazione del vincolo. Ad esempio, per passare dalla descrizione di un punto materiale non soggetto a vincoli a quella di un punto materiale vincolato a restare a distanza fissa {\displaystyle r} da un centro assegnato, ovvero un pendolo sferico, è sufficiente porre {\displaystyle r={\text{costante}}} nella lagrangiana in coordinate sferiche e ricavarne le equazioni di Eulero-Lagrange per le sole funzioni incognite {\displaystyle \theta (t)} e {\displaystyle \phi (t)}. In questo modo si ottengono immediatamente le equazioni del moto, senza dover calcolare prima la proiezione delle forze attive sul piano tangente alla sfera di raggio {\displaystyle r}, come sarebbe necessario fare per poter scrivere le equazioni di Newton.